# Stingaree (serial cinematografico)
Stingaree è un serial muto del 1915 diretto da James W. Horne che ha come interprete, nel ruolo del titolo, l'attore True Boardman.

## Trama
Irving Randolph, un ricco inglese, viene accusato di omicidio dal fratello dopo aver ucciso incidentalmente un uomo durante una gara di tiro. Per sfuggire alla legge, Randolph parte per l'Australia dove, nel bush, diventa una sorta di Robin Hood, un bandito conosciuto con il nome di Stingaree.

## Produzione
Il serial fu prodotto da James W. Horne per la Kalem Company,

## Distribuzione
Distribuito dalla General Film Company, il serial, della durata complessiva di 250 minuti, cominciò a uscire nelle sale cinematografiche USA il 24 novembre 1915. Tutti gli episodi erano di due rulli, tranne il primo in tre bobine.

### Episodi
1. An Enemy of Mankind, regia di James W. Horne - 24 novembre 1915
2. A Voice in the Wilderness, regia di James W. Horne  - 1º dicembre 1915
3. The Black Hole of Glenrenald, regia di James W. Horne - 8 dicembre 1915
4. To the Vile Dust - 15 dicembre 1915
5. A Bushranger at Bay - 22 dicembre 1915
6. The Taking of Stingaree - 29 dicembre 1915
7. The Honor of the Road - 5 gennaio 1916
8. The Purification of Mulfers - 12 gennaio 1916
9. The Duel in the Desert - 19 gennaio 1916
10. The Villain Worshipper - 26 gennaio 1916
11. The Moth and the Star - 2 febbraio 1916
12. The Darkest Hour - 9 febbraio 1916